# رابرت ای شروود
رابرت امت شروود (به انگلیسی: Robert Emmet Sherwood) (زاده ۴ آوریل ۱۸۹۶ نیو راشل، نیویورک - درگذشته ۱۴ نوامبر ۱۹۵۵ نیویورک سیتی) نمایش‌نامه‌نویس، ویرایشگر و فیلم‌نامه‌نویس آمریکایی و دو بار برنده جایزه ادبی پولیتزر برای نمایش‌نامه
- جاده‌ای به سوی رم (۱۹۲۷)
- دلخوشی یک آدم ابله ۱۹۳۶ (جایزه ادبی پولیتزر)
- روزولت و هاپیکنز ۱۹۴۸ (جایزه ادبی پولیتزر)
- آکروپولیس (۱۹۳۳)